# 案納正美
案納 正美（あんのう まさみ）は、日本の男性アニメーション演出家、アニメーション監督。監督としての代表作は『まいっちんぐマチコ先生』、『中華一番!』、『たこやきマントマン』など。

## 来歴
タツノコプロ、葦プロダクションの演出を経て1979年5月に布川ゆうじ、鳥海永行らと共にぴえろ（当時：スタジオぴえろ）を発足させた。ぴえろ発足後は『星銃士ビスマルク』や『忍者戦士飛影』など、初期のぴえろ作品で総監督を務めた。2003年に『良寛さん』の監督を務めた後は、主に『BLEACH』の絵コンテ作業が中心になっていた。2013年3月末をもってぴえろを退職、引退。

## 人物
同僚の押井守にはまたTVシリーズの『タイムボカンシリーズ』や『うる星やつら』等で見せた独特のギャグセンスを見せてほしいとコメントを寄せていた。

## 参加作品

### テレビアニメ
1969年
- 紅三四郎（演出）
- ハクション大魔王（1969年 - 1970年、演出）

1970年
- いなかっぺ大将（1970年 - 1972年、演出）

1972年
- 科学忍者隊ガッチャマン（1972年 - 1974年、演出）

1974年
- 破裏拳ポリマー（演出）
- てんとう虫の歌（1974年 - 1976年、演出）

1975年
- タイムボカン（1975年 - 1976年、演出）

1976年
- ブロッカー軍団IVマシーンブラスター（1976年 - 1977年、総監督）

1977年
- 一発貫太くん（1977年 - 1978年、演出）※八尋旭名義
- ヤッターマン（1977年 - 1979年、演出）※八尋旭名義
- 超合体魔術ロボ ギンガイザー（総監督）
- まんが日本絵巻（1977年 - 1978年、絵コンテ）※八尋旭名義
- 無敵超人ザンボット3（1977年 - 1978年、絵コンテ）※八尋旭名義
- 女王陛下のプティアンジェ（1977年 - 1978年、絵コンテ・演出）※絵コンテは八尋旭名義

1978年
- 科学忍者隊ガッチャマンII（1978年 - 1979年、演出）※36話は八尋旭名義
- SF西遊記スタージンガー（1978年 - 1979年、演出）
- 宇宙魔神ダイケンゴー（1978年 - 1979年、総監督）※八尋旭名義
- 野球狂の詩（絵コンテ）※八尋旭名義

1979年
- ゼンダマン（1979年 - 1980年、演出）※一部の回は八尋旭名義
- サイボーグ009（1979年 - 1980年、絵コンテ）※八尋旭名義

1980年
- ニルスのふしぎな旅（1980年 - 1981年、演出）

1981年
- 名犬ジョリィ（1981年 - 1982年、絵コンテ）※八尋旭名義
- ハロー!サンディベル（1981年 - 1982年、演出）
- まいっちんぐマチコ先生（1981年 - 1983年、チーフディレクター）

1983年
- 特装機兵ドルバック（総監督）
- スプーンおばさん（1983年 - 1984年、絵コンテ）
- 機甲艦隊ダイラガーXV（1983年 - 1984年、絵コンテ）※八尋旭名義
- 魔法の天使クリィミーマミ（1983年 - 1984年、絵コンテ）
- ななこSOS（絵コンテ）

1984年
- 魔法の妖精ペルシャ（1984年 - 1985年、絵コンテ）
- チックンタックン（チーフディレクター（15話以降））
- 星銃士ビスマルク（1984年 - 1985年、総監督）

1985年
- 忍者戦士飛影（総監督）

1986年
- あんみつ姫（総監督）

1987年
- のらくろクン（総監督）

1989年
- まじかるハット（1989年 - 1990年、絵コンテ）※八尋旭名義

1991年
- おれは直角（総監督）

1992年
- ヨーヨーの猫つまみ（監督）

1997年
- 中華一番!（1997年 - 1998年、監督）

1998年
- たこやきマントマン（1998年 - 1999年、監督）

1999年
- レレレの天才バカボン（1999年 - 2000年、絵コンテ）
- ぐるぐるタウンはなまるくん（1999年 - 2001年、絵コンテ、演出）

2001年
- 神鵰侠侶 コンドルヒーロー（監督）

2004年
- BLEACH（-2012年、絵コンテ）

2007年
- ゼロ デュエル・マスターズ（絵コンテ）※八尋旭名義

2010年
- はっけん たいけん だいすき! しまじろう（絵コンテ）

### 劇場アニメ
1971年
- いなかっぺ大将（監督）
- いなかっぺ大将 猫も歩けば雀に当るだス 当るも当らぬも時の運だス（監督）

1979年
- SF西遊記スタージンガー（監督）

2003年
- 良寛さん（監督）

### OVA
1993年
- 永遠のフィレーナ（絵コンテ）

1994年
- 今日から俺は!!（1994年 - 1997年、監督（2巻以降））

2006年
- 桃色のクレヨン（監督）